# Caso esivo-formal
En el idioma húngaro, el caso esivo-formal combina el caso esivo y el caso formal , y puede expresar la posición, tarea, estado (p. ej., "como turista") o la manera (p. ej., "como un animal cazado").
El estado del sufijo -ként en el sistema de declinación se disputa por varias razones. Primero, en general, los sufijos de casos húngaros son absolutos al final de la palabra, mientras que -ként permite más sufijos con el sufijo locativo -i . En segundo lugar, la mayoría de las terminaciones de casos húngaros participan en la armonía de vocales , mientras que -ként no lo hace. Por estas razones, muchos análisis modernos del sistema de casos húngaro, comenzando con A magyar esetrendszer (1961) de László Antal , no consideran que el esivo-formal sea un caso.
Sin embargo, cumple con los criterios establecidos para los casos húngaros por las gramáticas descriptivas modernas, a saber, que puede aparecer como un argumento verbal específico, como en kezel (vmi)ként ('tratar, manejar como...'), viselkedik (vmi )ként ('comportarse como...'), végez (vmi)ként ('graduarse como...'), elhelyezkedik (vmi)ként ('encontrar empleo como...') etc.